# Crisalide (Vola)
Singles de Valentina Monetta
The Social Network Song
(2012) L'Amore verrà
(2013)
Singles représentant Saint-Marin au Concours Eurovision de la chanson
The Social Network Song
(2012) Maybe
(2014)
Crisalide (Vola) (en français, « Chrysalide (Vole) ») est une chanson de la chanteuse de Saint-Marin Valentina Monetta. Elle a été écrite par Ralph Siegel et Mauro Balestri et est surtout connue pour être la chanson qui représente Saint-Marin au Concours Eurovision de la chanson 2013 qui a lieu à Malmö en Suède. La chanson sera en compétition lors de la seconde demi-finale le 16 mai 2013 pour obtenir une place en finale qui aura lieu le 18 mai.
Une version en anglais de la chanson, intitulée Chrysalis (You'll Be Flying), a été enregistrée avec des paroles de Timothy Touchton,.

## Présentation
San Marino RTV présente la chanson et le clip vidéo au public le 15 mars 2013,,.

## Liste des pistes
Téléchargement
1. Crisalide (Vola) – 2 min 56
2. Crisalide (Vola) (Karaoke version) – 2 min 56

Maxi-single digital
1. Crisalide (Vola) – 2 min 56
2. Chrysalis (You'll Be Flying) – 2 min 56
3. Crisalide (Vola) (Karaoke version) – 2 min 56
4. Chrysalis (You'll Be Flying) (Karaoke version) – 2 min 56

Maxi-single remix digital
1. Crisalide (Vola) - 2 min 56
2. Crisalide (Vola) [Radio Pop Version] - 3 min 30
3. Crisalide (Vola) [Radio Jazz Version] - 3 min 38
4. Crisalide (Vola) [Dance Version] - 4 min 28
5. Chrysalis (You'll Be Flying) - 2 min 56
6. Chrysalis (You'll Be Flying) [Radio Pop Version] - 3 min 30
7. Chrysalis (You'll Be Flying) [Radio Jazz Version] - 3 min 38
8. Chrysalis (You'll Be Flying) [Dance Version] - 4 min 28